# Dīmītrios Papadopoulos

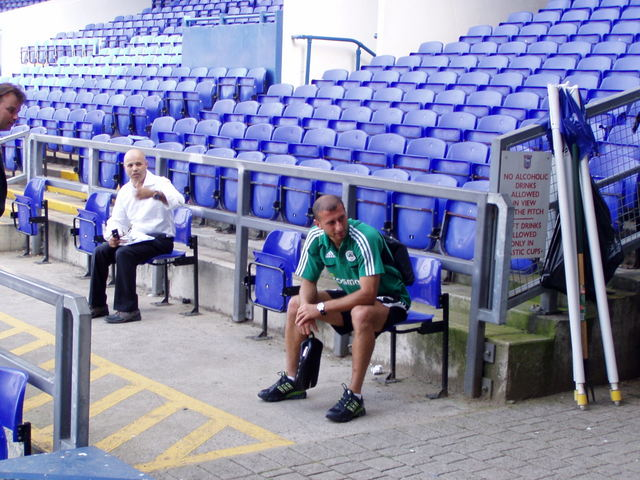
Papadopoulos con la maglia del Panathinaikos

Dīmītrios Papadopoulos (in greco Δημήτριος Παπαδόπουλος?; Gagarin, 20 ottobre 1981) è un ex calciatore greco, di ruolo attaccante, campione d'Europa con la nazionale greca nel 2004.

## Carriera

### Club

#### Akratitos
Cominciò la carriera nelle giovanili dell'Akratitos e debuttò in prima squadra nel 1999 e contribuendo alla promozione alla Football League Greca . Nel 2001 fu tra i protagonisti della prima promozione del club nella massima divisione ellenica e alla fine segna 20 reti per l'Akratitos.

#### Burnley
Nell'estate seguente si trasferì al Burnley, squadra del Football League Championship inglese di cui vestì la maglia per due stagioni, in cui collezionò 35 presenze e 6 gol. In questo periodo conquista anche la Nazionale Under-21, totalizzerà 7 presenze con 7 reti e viene notato dal Panathīnaïkos.

#### Panathinaikos
Nel luglio 2003 fu acquistato dal Panathīnaïkos. La prima stagione nelle file del club di Atene fu positiva per l'attaccante che si affermò come capocannoniere del campionato con 17 reti in 26 partite, dando il suo prezioso contributo alla vittoria del double campionato-Coppa di Grecia, giunto dopo un decennio di vittorie dell'Olympiakos nel calcio greco. Impressionante come trascina la sua squadra in finale proprio contro i rivali dell'Olympiakos per 3-1, segnando prima la rete iniziale e poi crea l'assist di testa per Michalīs Kōnstantinou per il 2-1, per il vantaggio del Panathīnaïkos.
Votato Calciatore greco dell'anno nel 2004, guadagnò la convocazione per il campionato d'Europa 2004 in Portogallo e divenne Campione d'Europa con la sua squadra. Nella rassegna continentale scese in campo contro la Russia e partecipò all'azione del gol che consentì agli ellenici di qualificarsi per i quarti di finale. Figurò anche nella compagine greca presente ai Giochi olimpici di Atene 2004. Il 7 dicembre 2004 segna una rete in Champions League contro il PSV Eindhoven, nella vittoria per 4-1. Titolare nella formazione del Panathinaikos, è stato per cinque anni il vice-capitano della squadra. Nell'estate del 2006 firmò un prolungamento di contratto di tre anni. Nell'estate del 2008, scaduto il contratto, si è svincolato dal club ateniese.

#### Lecce
A novembre 2008 si è accordato con la squadra italiana del Lecce. Il trasferimento è stato formalizzato alla riapertura del calciomercato a gennaio. Papadopoulos, paragonato ad Enrico Chiesa dal direttore sportivo del Lecce, Claudio Angelozzi è il primo greco a vestire la maglia del club salentino: debutta in Serie A il 18 gennaio 2009, negli ultimi minuti di Lecce-Genoa (0-2). In 14 apparizioni segna un gol, il 19 aprile 2009, nella partita Roma-Lecce (3-2), siglando il momentaneo pareggio (2-2) dei suoi.

#### Dinamo Zagabria
A giugno 2009 è stato ingaggiato dalla Dinamo Zagabria, con cui ha firmato un contratto di tre anni per un compenso di 650.000 euro. Con la sua nuova squadra ha giocato con continuità in Europa League, nel campionato croato e nella Coppa di Croazia. Ha conquistato il quinto titolo croato della squadra della capitale.

#### Celta Vigo
A causa di problemi finanziari la Dinamo Zagabria ha lasciato libero Papadopoulos, che nel marzo 2010 ha firmato per il Celta Vigo, squadra spagnola, fino alla fine della stagione. Il greco ha subito un infortunio che lo ha costretto ad una sosta di qualche settimana e nell'estate 2010 il Celta Vigo gli prolunga il contratto per altri tre anni. Dimitrios Papadopoulos dopo un buon inizio di stagione si è infortunato e ha dovuto saltare molte partite della prima parte del campionato. Nel 2011 c'è un interessamento del Padova, ma poi la trattativa viene smentita.

#### Levardiakos
Nel gennaio 2012 passa in prestito al Levadiakos squadra della massima serie del campionato greco, formando una coppia d'attacco insieme all'italiano Stefano Napoleoni e dando il suo contributo raggiungendo al sesto posto.

#### Panthrakikos
Nell'estate 2012 rientrato dal prestito dal Levardiakos e viene lasciato libero dal Celta Vigo e passa al Panthrakikos, squadra della prima divisione greca. Esordisce proprio contro la sua ex-squadra il Panathīnaïkos, segnando proprio il goal della vittoria per la sua nuova squadra e permettendo di scavalcare momentaneamente il Panathīnaïkos. Con questo goal Papadopoulos dà la prima vittoria del Panthrakikos contro il Panathīnaïkos. L'8 ottobre segna su rigore il momentaneo 1-0 in trasferta contro il Levadiakos, aprendo la strada per la vittoria del Panthrakikos per 0-3. L'11 novembre 2012 segna il suo quarto goal stagionale contro l'l'Asteras Tripolis dando la vittoria al Panthrakikos e venendo eletto il migliore in campo. Il 26 novembre al primo minuto di gioco segna il goal del vantaggio per Panthrakikos contro l'Aris Salonicco dell'ex compagno di nazionale all'Europeo 2004 Angelos Charisteas per poi ripetersi segnando il 3-0, dove la sua squadra si impone per 4-0 contro la squadra di Salonicco. Papadopoulos non segnava una doppietta nel campionato greco dal 26 novembre 2006 con la maglia del Panathīnaïkos contro l'Apollon Kalamarias allo stadio Stadio Olimpico di Atene. Mentre il 15 dicembre 2012 segna il 2-0 fuoricasa contro il Kerkyra salendo a quota 7 goal nella classifica del campionato greco. Il 16 gennaio 2013 totalizza la sua prima presenza dopo qualche anno in Coppa di Grecia, subentrando nel secondo tempo al 78 contro il Apollon Smyrnis al posto di Leonidas Kyvelidis. Il 19 gennaio 2013 segna un'altra rete all'85 minuto contro il Panathīnaïkos allo stadio Stadio Olimpico di Atene, pareggiando la rete di Toche. Il 31 gennaio 2013 nella gara di ritorno contro Apollon Smyrnis sostituisce al 75 minuto, Giannis Goniadis guadagnando i quarti di finale della Coppa di Grecia. Il 10 febbraio segna un'altra rete contro il Levadiakos portando in vantaggio il Panthrakikos per la vittoria finale di 3-0. Il 27 February 2013 entra al secondo tempo nella gara di andata per la coppa di Grecia contro il Veria e il 13 marzo raggiunge i la semifinale della Coppa di Grecia dopo cinque anni dall'ultima volta. Il 7 aprile si procura un rigore che trasforma portando per il 3-1 contro l'OFI di Creta, mentre il 21 aprile 2013 segna il goal della vittoria per 2 1 contro il Kerkyra salvando la squadra Panthrakikos. Con questa rete Dimitrios Papadopolous segna la sua 11 rete in campionato greco, collocandosi al terzo posto nella classifica marcatori insieme a Mitroglou. Quest'ultimo goal viene eletto il miglior goal della 30 giornata di campionato greco. Dimitrios Papadopolos diventa una delle poche sorprese del calcio greco nelle ultime due stagioni, condizionato da problemi finanziari che il paese attraversa. Il 28 aprile segna anche un goal all'Olympiakos nella semifinale di Coppa di Grecia.

#### Atromitos
Dopo la brillante stagione, molti club come AEK Atene si interessano al giocatore, ma giugno 2013, Dimitrios Papadopoulos firma due anni di contratto con l'Atromitos, qui ritrova Stefano Napoleoni, gia' compagno d'attacco al Levadiakos. Il 17 agosto 2013 debutta in Super League greca con la sua nuova squadra segnando la sua prima rete e portando il risultato in parità contro Ergotelis. Il 21 il 28 agosto segna due reti contro AZ Alkmaar per la qualificazione alla Europa League. Il 30 settembre segna la sua seconda rete in Super League greca al 62 la rete contro AEL Kalloni in trasferta. Il 26 ottobre segna il 2-0 in trasferta contro Xanthi per la vittoria della sua squadra. Il 4 novembre segna la sua quarta rete al 36 minuto contro il Panaitolikos. Il 30 novembre 2014 segna la sua quinta rete contro il Platanias per il momentaneo pareggio, mentre l'8 dicembre segna la sesta rete contro l'OFI Creta. Il 18 dicembre segna la sua settima rete in campionato per il pareggio casalingo contro il PAOK. Il 21 dicembre segna la sua ottava rete per la vittoria casalinga per 3-1 contro la sua ex squadra, il Panthrakikos. Viene votato Calciatore greco dell'anno nel 2013 per la seconda volta e il 25 gennaio segna la sua nona rete al 32 del primo tempo contro PAS Giannina. Il 2 marzo segna una doppietta per la vittoria esterna per 1-3 control il Panaitolikos, mentre una settimana dopo segna ancora una doppietta per la vittoria casalinga per 4-0 contro il Panionios. Il 13 aprile segna il vantaggio 1-2 contro il Panthrakikos, sua ex squadra dove ha militato l'anno prima, con questa rete Dimitrios Papadopolos raggiunge i 14 goal stagionali e piazzandosi al terzo posto nella classifica dei capocannonieri del campionato greco.

#### PAOK
Il 29 agosto firma un contratto con il PAOK Salonicco dove trova come direttore tecnico una ex conoscenza del campionato italiano, Zīsīs Vryzas suo compagno di nazionale all'Europeo 2004. Il 18 settembre esordisce con la maglia del PAOK Salonicco in Europa League segnando il quinto goal per la vittoria del PAOK contro la Dinamo Minsk. Il 22 settembre debutta con la maglia del PAOK Salonicco in Super League greca, contro il Panaitolikos. Il 30 novembre segna la sua prima rete con la sua nuova maglia siglando il 2-2 contro il Panthrakikos, sua ex-squadra contribuendo alla vittoria del PAOK per 3-2. iene votato Calciatore greco dell'anno nel 2014 e il 4 febbraio 2015, segna la sua seconda rete contro l'OFI Creta allenata Nikos Anastopoulos, una vecchia conoscenza del calcio italiano e appena subentrato a Gennaro Gattuso. Il 18 marzo segna la rete della vittoria contro Ergotelis per 1-0. Mentre il 21 marzo segna la sua quarta rete contro il Panathīnaïkos in trasferta. Il 5 aprile segna due goal per la vittoria della sua squadra per 2-1 contro lo Xanthi. Il 3 maggio 2015, segna la sua settima rete, contribuendo alla vittoria casalinga del PAOK Salonicco per 1-0 contro il Levadiakos, sua ex squadra.

#### Asteras Tripolis
L'8 settembre 2015, firma un contratto di un anno con l'Asteras Tripolis, impegnata in Europa League. Il 12 settembre fa il suo debutto con la sua nuova squadra in Super League greca contro l'AEL Kalloni in trasferta. L'8 novembre segna la sua prima rete con la maglia dell'Asteras Tripolis regalando la vittoria in trasferta contro l'AEK Atene. Totalizza anche due presenze in coppa di Grecia contribuendo a portare la sua squadra ai quarti di finale di questa competizione.

#### Atromitos
Proprio nel gennaio 2016, risolve il suo contratto con la sua nuova squadra e fa ritorno l'Atromitos allenata da Traïanos Dellas. Si tratta di un ritorno per Papadopoulos dove firma un contratto di 1 anno mezzo con la sua nuova squadra impegnata a ai quarti di finale della Coppa di Grecia. Con l'Atromitos debutta in Super League greca, il 24 gennaio 2016 in casa contro il PAS Giannina. Il 10 febbraio 2016 raggiunge la semifinale di Coppa di Grecia, contro il Panathīnaïkos, sua ex squadra e allenata da Stramaccioni.

#### Panatolikos
Il 1 febbraio 2017, Dimitrios Papadopoulos firma un contratto di 6 mesi con il Panaitolikos, squadra dove ha militato anche Aggelos Charisteas suo compagno di squadra Nazionale greca laureatosi campione d'Europa agli Europei 2004. Il 4 febbraio 2017 debutta con la sua nuova squadra con l'Atromitos sua ex squadra e contribuendo alla vittoria per 2-0. Il 4 Marzo 2017, segna la sua prima rete con la sua nuova squadra contro il Levadiakos, squadra che ha militato in passato. Il 23 settembre annuncia il suo ritiro nel calcio professionista, essendo l'ultimo giocatore in attività della squadra della Nazionale greca vincitrice dell'Europeo 2004.

### Nazionale
Il 20 agosto 2002 ha esordito con la maglia della nazionale greca contro l'Irlanda, nella partita terminata 0-0 allo Stadio Apostolos Nikolaidis di proprietà del Panathīnaïkos. Il commissario tecnico Otto Rehhagel lo convoca per molte partite di qualificazione per il campionato d'Europa 2004 dove la nazionale greca vince il suo girone davanti alla Spagna. Otto Rehhagel lo ha anche convocato per l'Europeo 2004, conclusosi con la vittoria dei greci. Proprio un assist di Papadopoulos a Zizis Vryzas ha permesso a quest'ultimo di accorciare le distanze (2-1) nella partita della fase a gironi contro la Russia, risultato che ha consentito alla Grecia di qualificarsi per la fase a eliminazione diretta. È stato convocato anche per la qualificazioni al campionato d'Europa 2008, dove ha dato un grande contributo alla nazionale greca qualificatasi per prima al torneo. Il 29 agosto il tecnico della nazionale greca annuncia la convocazione di Dimitrios Papadopoulos dopo sei anni per la partita contro il Liechtenstein a Vaduz allo stadio Rheinpark Stadion valida per la qualificazione al Mondiale 2014, entrando all'84º minuto al posto di Lazaros Christodoulopoulos. Il 5 marzo entra al 59 della ripresa al posto di Alexandros Tziolīs nella amichevole contro la nazionale nordcoreana allo stadio Stadio Karaiskákis di Atene. Il 15 maggio viene resa pubblica la lista dei 30 convocati della nazionale greca per il Mondiale 2014 e Dimitrios Papadopoulos diventa uno degli attaccanti della squadra ellenica, diventando la sua prima apparizione ad un Mondiale.

## Statistiche

### Presenze e reti nei club
| Stagione             | Squadra              | Campionato           | Campionato | Campionato | Coppe nazionali | Coppe nazionali | Coppe nazionali | Coppe continentali | Coppe continentali | Coppe continentali | Altre coppe | Altre coppe | Altre coppe | Totale | Totale |
| Stagione             | Squadra              | Comp                 | Pres       | Reti       | Comp            | Pres            | Reti            | Comp               | Pres               | Reti               | Comp        | Pres        | Reti        | Pres   | Reti   |
| -------------------- | -------------------- | -------------------- | ---------- | ---------- | --------------- | --------------- | --------------- | ------------------ | ------------------ | ------------------ | ----------- | ----------- | ----------- | ------ | ------ |
| 2000-2001            | Akratītos            | BE                   | 29         | 8          | CG              | 0               | 0               | -                  | -                  | -                  | -           | -           | -           | 29     | 8      |
| 2000-2001            | Akratītos            | BE                   | 28         | 12         | CG              | 0               | 0               | -                  | -                  | -                  | -           | -           | -           | 28     | 12     |
| Totale Akratitos     | Totale Akratitos     | Totale Akratitos     | 54         | 20         |                 | 0               | 0               |                    | 0                  | 0                  |             | 0           | 0           | 54     | 20     |
| 2001-2002            | Burnley              | FLC                  | 5          | 0          | CI+CdL          | 2+0             | 0+0             | UCL                | 0                  | 0                  | -           | 0           | 0           | 7      | 0      |
| 2002-2003            | Burnley              | FLC                  | 27         | 3          | CI+CdL          | 5               | 3               | -                  | 0                  | 0                  | -           | 0           | 0           | 32     | 6      |
| Totale Burnley       | Totale Burnley       | Totale Burnley       | 39         | 3          |                 | 6               | 4               |                    | 0                  | 0                  |             | 0           | 0           | 49     | 6      |
| 2003-2004            | Panathīnaïkos        | AE                   | 26         | 17         | CG              | ?               | 1               | UCL                | 6                  | 0                  | -           | -           | -           | 32+    | 18     |
| 2004-2005            | Panathīnaïkos        | AE                   | 22         | 8          | CG              | 1               | 0               | UCL                | 4                  | 1                  | -           | -           | -           | 27     | 9      |
| 2005-2006            | Panathīnaïkos        | AE                   | 25         | 10         | CG              | 0               | 0               | UCL                | 4                  | 0                  | -           | -           | -           | 29     | 10     |
| 2006-2007            | Panathīnaïkos        | SL                   | 28         | 12         | CG              | 1               | 0               | CU                 | 7                  | 1                  | -           | -           | -           | 36     | 13     |
| 2007-2008            | Panathīnaïkos        | SL                   | 26         | 3          | CG              | 1               | 0               | CU                 | 7                  | 5                  | -           | -           | -           | 34     | 8      |
| 2008-2009            | Panathīnaïkos        | SL                   | 12         | 0          | CG              | 3               | 0               | UCL                | 2                  | 0                  | -           | -           | -           | 17     | 0      |
| set.-nov. 2009       | Panathīnaïkos        | SL                   | 0          | 0          | CG              | 0               | 0               | UCL                | 0                  | 0                  | 0           | 0           | 0           | 0      | 0      |
| Totale Panathinaikos | Totale Panathinaikos | Totale Panathinaikos | 139        | 50         |                 | 6               | 0               |                    | 30                 | 7                  |             | 0           | 0           | 175    | 53     |
| nov. 2008-2009       | Lecce                | A                    | 14         | 1          | CI              | -               | -               | -                  | -                  | -                  | -           | -           | -           | 14     | 1      |
| 2009-gen. 2010       | Dinamo Zagabria      | 1.HNL                | 13         | 2          | CC              | 0               | 0               | UCL+UEL            | 4+6                | 1+1                | -           | -           | -           | 23     | 4      |
| gen.-giu. 2010       | Celta Vigo           | SD                   | 14         | 0          | CR              | -               | -               | -                  | -                  | -                  | -           | -           | -           | 14     | 0      |
| 2010-2011            | Celta Vigo           | SD                   | 11         | 0          | CR              | 1               | 0               | -                  | -                  | -                  | -           | -           | -           | 12     | 0      |
| 2011-gen. 2012       | Celta Vigo           | SD                   | 0          | 0          | CR              | 0               | 0               | -                  | -                  | -                  | -           | -           | -           | 0      | 0      |
| Totale Celta Vigo    | Totale Celta Vigo    | Totale Celta Vigo    | 25         | 0          |                 | 1               | 0               |                    | -                  | -                  |             | -           | -           | 26     | 0      |
| gen.-giu. 2012       | Levadeiakos          | SL                   | 10         | 0          | CG              | -               | -               | -                  | -                  | -                  | -           | -           | -           | 10     | 0      |
| 2012-2013            | Panthrakikos         | SL                   | 25         | 11         | CG              | 4               | 1               | -                  | -                  | -                  | -           | -           | -           | 29     | 12     |
| 2013-2014            | Atromītos            | SL                   | 31+4       | 14         | CG              | 1               | 0               | UEL                | 2                  | 2                  | -           | -           | -           | 38     | 16     |
| 2014-2015            | PAOK                 | SL                   | 20+4       | 7          | CG              | 4               | 0               | UEL                | 5                  | 1                  | -           | -           | -           | 32     | 8      |
| 2015-2016            | Asteras Tripolīs     | SL                   | 12         | 1          | CG              | 3               | 0               | UEL                | 0                  | 0                  | -           | -           | -           | 15     | 1      |
| gen.-giu. 2016       | Atromītos            | SL                   | 10         | 0          | CG              | 4               | 0               | UEL                | 0                  | 0                  | -           | -           | -           | 14     | 0      |
| 2016-feb.2017        | Atromītos            | SL                   | 10         | 1          | CG              | 1               | 0               | UEL                | 0                  | 0                  | -           | -           | -           | 11     | 1      |
| Totale Atromitos     | Totale Atromitos     | Totale Atromitos     | 38         | 14         |                 | 3               | 0               |                    | 2                  | 2                  |             | -           | -           | 43     | 16     |
| feb.-giu. 2017       | Panaitōlikos         | SL                   | 9          | 1          | CG              | 0               | 0               |                    | 0                  | 0                  | -           | -           | -           | 9      | 1      |
| Totale carriera      | Totale carriera      | Totale carriera      | 139+8      | 35         |                 | 12              | 1               |                    | 17                 | 5                  |             | -           | -           | 496    | 126    |

### Cronologia presenze e reti in nazionale
| Cronologia completa delle presenze e delle reti in nazionale ― Grecia | Cronologia completa delle presenze e delle reti in nazionale ― Grecia | Cronologia completa delle presenze e delle reti in nazionale ― Grecia | Cronologia completa delle presenze e delle reti in nazionale ― Grecia | Cronologia completa delle presenze e delle reti in nazionale ― Grecia | Cronologia completa delle presenze e delle reti in nazionale ― Grecia | Cronologia completa delle presenze e delle reti in nazionale ― Grecia | Cronologia completa delle presenze e delle reti in nazionale ― Grecia |
| Data                                                                  | Città                                                                 | In casa                                                               | Risultato                                                             | Ospiti                                                                | Competizione                                                          | Reti                                                                  | Note                                                                  |
| --------------------------------------------------------------------- | --------------------------------------------------------------------- | --------------------------------------------------------------------- | --------------------------------------------------------------------- | --------------------------------------------------------------------- | --------------------------------------------------------------------- | --------------------------------------------------------------------- | --------------------------------------------------------------------- |
| 20-11-2002                                                            | Atene                                                                 | Grecia                                                                | 0 – 0                                                                 | Irlanda                                                               | Amichevole                                                            | -                                                                     | 46’                                                                   |
| 15-11-2003                                                            | Aveiro                                                                | Portogallo                                                            | 1 – 1                                                                 | Grecia                                                                | Amichevole                                                            | -                                                                     | 72’                                                                   |
| 18-2-2004                                                             | Atene                                                                 | Grecia                                                                | 2 – 0                                                                 | Bulgaria                                                              | Amichevole                                                            | 1                                                                     | 46’                                                                   |
| 31-3-2004                                                             | Heraklion                                                             | Grecia                                                                | 1 – 0                                                                 | Svizzera                                                              | Amichevole                                                            | -                                                                     | 46’                                                                   |
| 28-4-2004                                                             | Eindhoven                                                             | Paesi Bassi                                                           | 4 – 0                                                                 | Grecia                                                                | Amichevole                                                            | -                                                                     | 46’                                                                   |
| 29-5-2004                                                             | Stettino                                                              | Polonia                                                               | 1 – 0                                                                 | Grecia                                                                | Amichevole                                                            | -                                                                     | 62’                                                                   |
| 3-6-2004                                                              | Vaduz                                                                 | Liechtenstein                                                         | 0 – 2                                                                 | Grecia                                                                | Amichevole                                                            | -                                                                     | 46’                                                                   |
| 20-6-2004                                                             | Faro                                                                  | Russia                                                                | 2 – 1                                                                 | Grecia                                                                | Euro 2004 - 1º turno                                                  | -                                                                     | 70’                                                                   |
| 4-7-2004                                                              | Lisbona                                                               | Portogallo                                                            | 0 – 1                                                                 | Grecia                                                                | Euro 2004 - Finale                                                    | -                                                                     | 81’ 85’                                                               |
| 4-9-2004                                                              | Tirana                                                                | Albania                                                               | 2 – 1                                                                 | Grecia                                                                | Qual. Mondiali 2006                                                   | -                                                                     | 67’                                                                   |
| 8-9-2004                                                              | Il Pireo                                                              | Grecia                                                                | 0 – 0                                                                 | Turchia                                                               | Qual. Mondiali 2006                                                   | -                                                                     | 79’                                                                   |
| 8-6-2005                                                              | Il Pireo                                                              | Grecia                                                                | 0 – 1                                                                 | Ucraina                                                               | Qual. Mondiali 2006                                                   | -                                                                     | 85’                                                                   |
| 16-6-2005                                                             | Lipsia                                                                | Brasile                                                               | 3 – 0                                                                 | Grecia                                                                | Conf. Cup 2005 - 1º turno                                             | -                                                                     | 46’                                                                   |
| 19-6-2005                                                             | Francoforte sul Meno                                                  | Giappone                                                              | 1 – 0                                                                 | Grecia                                                                | Conf. Cup 2005 - 1º turno                                             | -                                                                     | 59’                                                                   |
| 22-6-2005                                                             | Francoforte sul Meno                                                  | Grecia                                                                | 0 – 0                                                                 | Messico                                                               | Conf. Cup 2005 - 1º turno                                             | -                                                                     | 61’                                                                   |
| 12-10-2005                                                            | Patrasso                                                              | Grecia                                                                | 1 – 0                                                                 | Georgia                                                               | Qual. Mondiali 2006                                                   | 1                                                                     |                                                                       |
| 16-11-2005                                                            | Atene                                                                 | Grecia                                                                | 2 – 1                                                                 | Ungheria                                                              | Amichevole                                                            | -                                                                     | 46’                                                                   |
| 21-1-2006                                                             | Riad                                                                  | Grecia                                                                | 1 – 1                                                                 | Corea del Sud                                                         | Amichevole                                                            | -                                                                     | 46’                                                                   |
| 1-3-2006                                                              | Nicosia                                                               | Grecia                                                                | 2 – 0                                                                 | Kazakistan                                                            | Amichevole                                                            | -                                                                     | 46’                                                                   |
| 22-8-2007                                                             | Salonicco                                                             | Grecia                                                                | 2 – 3                                                                 | Spagna                                                                | Amichevole                                                            | -                                                                     | 64’                                                                   |
| 6-9-2013                                                              | Vaduz                                                                 | Liechtenstein                                                         | 0 – 1                                                                 | Grecia                                                                | Qual. Mondiali 2014                                                   | -                                                                     | 84’                                                                   |
| 5-3-2014                                                              | Il Pireo                                                              | Grecia                                                                | 0 – 2                                                                 | Corea del Sud                                                         | Amichevole                                                            | -                                                                     | 59’                                                                   |
| Totale                                                                |                                                                       | Presenze                                                              | 22                                                                    |                                                                       | Reti                                                                  | 2                                                                     |                                                                       |

## Palmarès

### Club
- Coppa di Grecia: 1

Panathinaikos: 2003-2004
- Campionato greco: 1

Panathinaikos: 2003-2004
- Campionato croato: 1

Dinamo Zagabria 2009-2010

### Nazionale
- Campionato d'Europa: 1

Portogallo 2004

### Individuale
- Calciatore greco dell'anno: 3

2004, 2013, 2014